# Das goldene Notizbuch
Das goldene Notizbuch (Originaltitel: The Golden Notebook) ist ein Roman von Doris Lessing, der 1962 veröffentlicht wurde. Im Mittelpunkt des Werks stehen Anna Wulf, eine politisch engagierte, intellektuelle und emanzipierte Frau, ihre Freundin Molly Jacobs und deren Liebhaber und Kinder. Die Handlung spielt in Rhodesien bei Ausbruch des Zweiten Weltkriegs, im Milieu der Kommunistischen Partei im England der 1950er Jahre sowie unter Intellektuellen in London. Das Buch hat sowohl fiktionale als auch autobiografische Elemente, die in einer experimentellen Form subjektiv und nicht-linear erzählt werden. In der Literaturwissenschaft gilt das Goldene Notizbuch als Lessings Hauptwerk, bei der Verleihung des Literaturnobelpreises von 2007 an Lessing wurde das Werk entsprechend gewürdigt.

## Inhalt
Die beiden Protagonistinnen – Anna Wulf und Molly Jacobs – gehören zu Beginn der Handlung der Kommunistischen Partei an. Geschildert wird die dort vorherrschende Doppelzüngigkeit zwischen den Polen von Organisationsdisziplin und der freien, auch zynischen Rede über die stalinistischen Verbrechen. Im weiteren Verlauf der Handlung schildert das Werk die politische Auseinandersetzung, die innere Zerrissenheit und die langsame Ablösung der beiden Frauen von der Kommunistischen Partei. Ein weiterer, kürzerer Erzählstrang befasst sich mit dem Rassismus in Rhodesien.
Ein anderes zentrales Thema ist der Umgang mit Männern, die – zumeist verheiratet – zu Liebhabern der Protagonistinnen werden. In diesen Beziehungen trennen die Frauen Liebe und Sexualität nicht voneinander, während dies den Männern gelingt. Lessing beschreibt das innere und äußere Erleben der Protagonistinnen, das Relative ihrer Überzeugungen und die psychologischen Aspekte ihrer Handlungsweisen. Doris Lessing schrieb, dass sie zeigen wolle, dass jede Generation von Intellektuellen in der Jugend ähnliche Fehler macht und nicht in der Lage ist, die Vergangenheit als Lehrbeispiel zu betrachten.
Der Roman verbindet diese Geschichte auf kunstvolle Weise in vier Notizbüchern. Die Ich-Erzählerin grenzt die Notizbücher folgendermaßen voneinander ab: „Ich führe vier Notizbücher, ein schwarzes Notizbuch, das von Anna Wulf“ (der Protagonistin) „der Schriftstellerin handelt; ein rotes Notizbuch, das Politik betrifft; ein gelbes Notizbuch, in dem ich aus dem, was ich erlebt habe, Geschichten mache; und ein blaues Notizbuch, das den Versuch eines Tagebuchs vorstellt.“ Dazu kommt ein Romanfragment mit dem Titel „Free Women“ als Binnenerzählung, dessen Protagonistin ebenfalls den Namen Anna Wulf trägt. Die einzelnen Lebensbereiche werden in eigenen Fragmenten oder Notizen erzählt. Die Erzählerin schildert weibliche Erfahrungen, wie den weiblichen Orgasmus und die Menstruation, die aus dieser Perspektive vorher noch nicht erzählt worden sind. Hinzu kommt die Auseinandersetzung mit der Verantwortung, die beide Frauen für ihr jeweiliges Kind tragen.

## Rezeption
Das Werk wurde häufig als Klassiker des Feminismus bezeichnet; 1982 distanzierte sich Doris Lessing jedoch von dieser Sichtweise in einem Interview mit der New York Times.
Der Literaturkritiker Harold Bloom nannte 2003 das Goldene Notizbuch „Lessings eine, unzweifelhafte Errungenschaft“, die gleichzeitig „immens einflussreich“ bleibe. Bloom sieht darin eine gewisse Ironie, da das Goldene Notizbuch ein weitgehend konventioneller Roman sei, der weder ihrem frühen Sozialrealismus ähnele noch ihren späteren Ausflügen in die düstere Welt der Phantastik. Zwar habe Lessings Werk „ganze Heerscharen von feministischen Romanen“ hervorgebracht, sei jedoch selbst kaum dem Feminismus zuzuordnen. Bloom sieht Lessing nicht auf einer Ebene mit George Eliot; ihr (Haupt-)Werk sei am ehesten mit Iris Murdoch zu vergleichen.
1976 erhielt das Werk in französischer Übersetzung den französischen Literaturpreis Prix Médicis. 2005 nahm das Time Magazine das Goldene Notizbuch in eine Liste der hundert besten englischsprachigen Romane auf, die seit 1923 veröffentlicht wurden. 2015 gab der Guardian eine Liste der 100 besten englischsprachigen Romane heraus, in der Lessings Roman ebenfalls enthalten war. Auch in der entsprechenden BBC-Liste ist das Goldene Notizbuch zu finden. Bei der Verleihung des Literaturnobelpreises an Lessing 2007 wurde das Goldene Notizbuch als einziges ihrer mehr als 50 Werke namentlich in der offiziellen Begründung genannt:

„Her most experimental novel, 'The Golden Notebook', from 1962, is a study of a woman's psyche and life situation, the lot of writers, sexuality, political ideas, and everyday life.“

Seit 2008 gibt es ein Webprojekt zum Buch, thegoldennotebook.org, bei dem eingeladene Leute sich Seite für Seite zum Text von The Golden Notebook äußern. Ergänzt wird das Projekt, für das der Arts Council England den Löwenanteil der Mittel beisteuerte, durch ein Forum für weitere Kommentare.

## Ausgaben
- Doris Lessing: The Golden Notebook. Simon & Schuster, New York 1962, ISBN 978-0-553127591. (Erstausgabe)
- Doris Lessing: The Golden Notebook. Harper Perennial Modern Classics, New York 1999, ISBN 978-0061582486. (Aktuelle Taschenbuchausgabe)
- Doris Lessing: Das goldene Notizbuch, aus dem Englischen von Iris Wagner. Goverts, Frankfurt am Main 1978, ISBN 978-3-7740-0485-6. (Deutschsprachige Erstausgabe, Hardcover)
- Doris Lessing: Das goldene Notizbuch, aus dem Englischen von Iris Wagner. Fischer, Frankfurt am Main 1995, ISBN 978-3-596-25396-8. (Aktuelle deutschsprachige Taschenbuchausgabe)